# Teatro griego de Corinto
El Teatro de Corinto fue un teatro griego de la  ciudad de Corinto, en Grecia. Sus ruinas se encuentran en el yacimiento arqueológico de la Antigua Corinto, en el actual pueblo Archaía Kórinthos del municipio de Kórinthos.

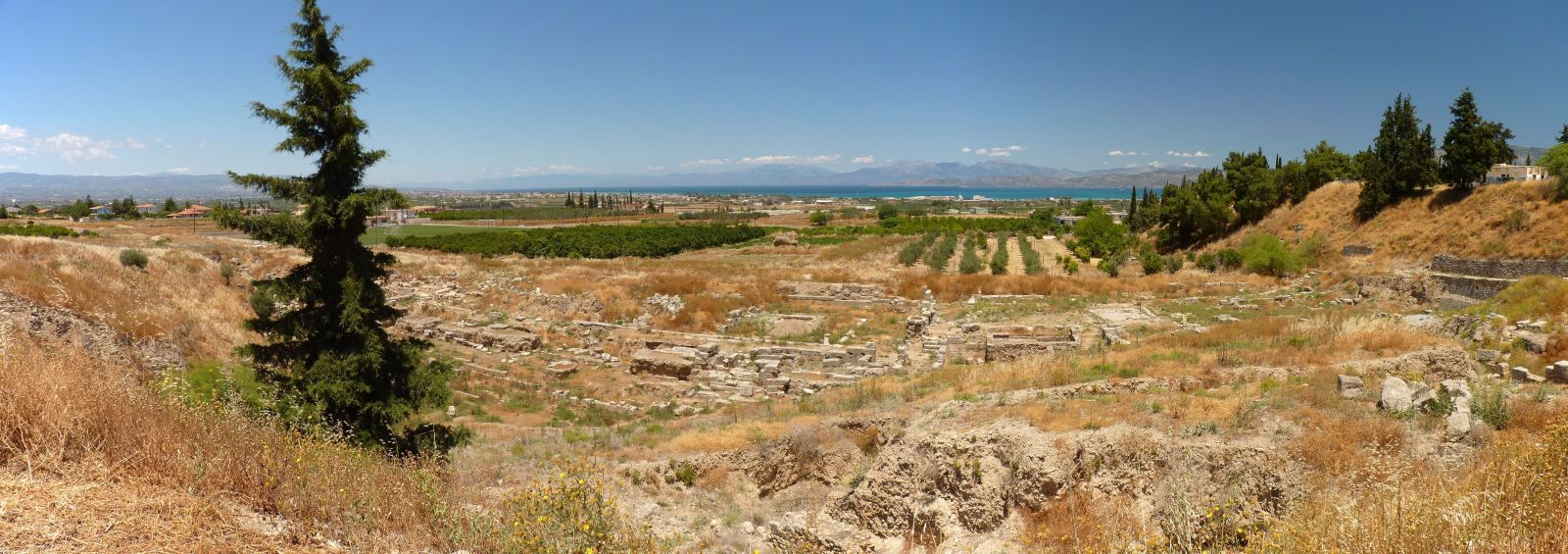
Ruinas del Teatro de Corinto

El teatro se construyó en la ladera de una colina en el lado noroeste de la zona que rodea el ágora en el centro de Corinto. El primer teatro con bancos fijos y edificios escénicos se construyó en el lugar en la segunda mitad del 400 a. C. Estaba construido en madera. En el helenístico se reconstruyó el edificio. Probablemente fue destruido en gran parte tras la destrucción de la ciudad por los romanos en el 146 a. C. Se reconstruyó en dos fases, en el siglo I d. C. En la segunda mitad del siglo XVIII se construyó un edificio teatral de tres pisos con columnas y estatuillas. El diámetro del teatro semicircular era de unos 130 m.
Durante el reinado del emperador Caracalla, hacia 211-217 d. C., el edificio se modificó para albergar espectáculos de gladiadores. En aquella época, se eliminaron las diez filas inferiores de bancos, ya que la galería estaba separada de los combatientes por un muro de unos 3,5 m de altura. El edificio del teatro siguió en uso en el período bizantino.
Al sur del teatro había un odeón o teatro musical más pequeño.